# Supinatorna mišica
Supinatórna míšica (žargonsko tudi supinátor) ali obračálka vníc (latinsko musculus supinator) je široka mišica, ki se ovija okoli zgornje tretjine koželjnice. Izvira iz lateralnega epikondila nadlahtnice ter se narašča na anteriorno stran na lateralnem delu koželjnice. 
Funkcija mišice je supinacija podlakti, pri kateri sodeluje skupaj z dvoglavo nadlahtnično mišico. 
Oživčuje jo radialni živec (C5 in C6).